# Club Internacional de Foot-ball
El Club Internacional de Foot-ball és un club esportiu fundat l'any 1902, a Lisboa, Portugal. El 1924 el club va decidir acabar amb el seu equip de futbol al·legant que els ideals d'aficionat de l'esport s'estaven perdent. Des d'aleshores, els focus principals del club són el bàsquet, el futbol juvenil i el tennis.